# Lessja Nikitjuk

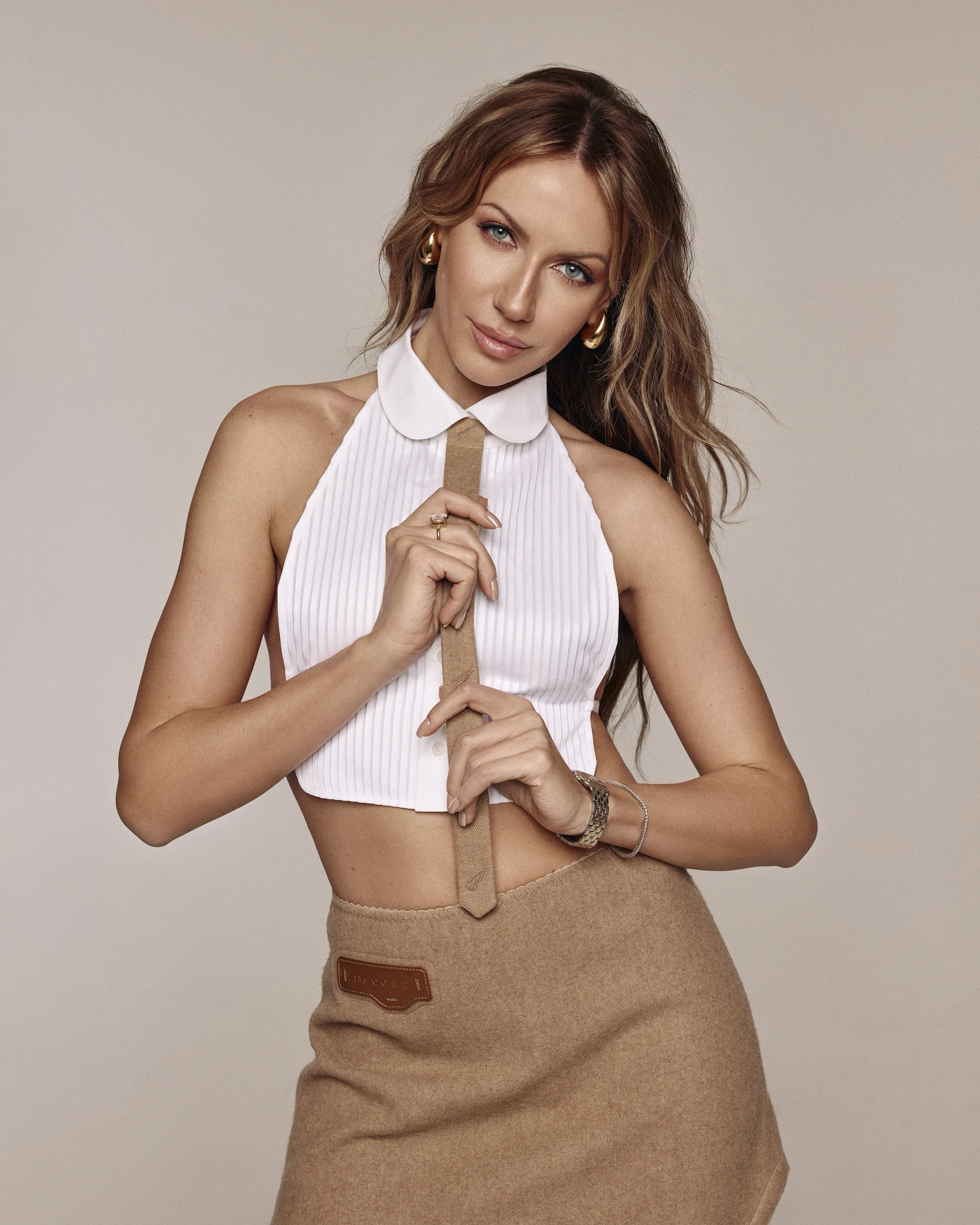
Lessja Nikitjuk, 2023

Lessja Iwaniwna Nikitjuk (ukrainisch Леся Іванівна Нікітюк; * 19. Oktober 1987 in Chmelnyzkyj, Ukrainische SSR) ist eine ukrainische Fernsehmoderatorin und Journalistin.

## Biografie
Im Jahr 2012 moderierte sie die Reiseshow Orjol i Reschka im ukrainischen und russischen Fernsehen. 2015 spielte Lessja Nikitjuk, zusammen mit Andrij Bjednjakow, Rehina Todorenko und Schanna Badojewa die Hauptrolle in dem Film Svetlana Loboda "Pora Domoj". Am 10. Dezember 2015 ging Lessja Nikitjuk zusammen mit Rehina Todorenko mit der Reiseshow „Orjol i Reschka“ auf Welttournee. Die Ausstrahlung war für Februar 2016 geplant.